# Una nobile rivoluzione
Una nobile rivoluzione è un film documentario del 2014 diretto da Simone Cangelosi. Il film è stato presentato in concorso al 32° Torino Film Festival nella sezione Italiana.doc.

## Trama
Una nobile rivoluzione è un documentario sulla vita di Marcella Di Folco, caratterista del cinema italiano tra gli anni sessanta e settanta, interprete tra gli altri del Principe Umberto in Amarcord di Federico Fellini e più tardi leader del movimento LGBT italiano, scomparsa nel settembre 2010. Il film racconta la vita di Marcella Di Folco dalla nascita: i suoi anni romani, il lavoro come Cerbero al Piper, l'incontro con Federico Fellini e poi il cambio di sesso e la nuova vita a Bologna, con l'impegno politico da leader del Movimento Identità Trans e, più in generale del Movimento LGBT italiano. Il film si avvale della voce stessa di Marcella, delle sue interviste e di momenti intimi e familiari, attraverso la miscela di materiali amatoriali d'archivio e materiale che il regista ha girato all'indomani della morte di Marcella con parenti e amici, e in particolare della sorella Lilli. 

## Distribuzione
Il film è stato distribuito nelle sale cinematografiche italiane dalla Fondazione Cineteca di Bologna a partire dal 7 marzo 2015.
Il film ha partecipato a svariati festival e retrospettive. Nel 2024 è stato inserito dal curatore italiano Marco Scotini all'interno del suo Disobedience Archive
assieme a lavori tra gli altri di Carole Roussoupoulos, Želimir Žilnik, Barbara Hammer e presentato alla Corderie dell'Arsenale all'interno della LX Esposizione internazionale d'arte di Venezia su invito del direttore Adriano Pedrosa.

## Riconoscimenti
- 2015 Festival Mix Milano - Festival Internazionale di Cinema GayLesbico: Menzione speciale Documentari